# Нойнбург-форм-Вальд
Нойнбург-форм-Вальд (нім. Neunburg vorm Wald) — місто в Німеччині, розташоване в землі Баварія. Підпорядковується адміністративному округу Верхній Пфальц. 
Площа — 110,16 км2. Населення становить 8345 ос. (станом на 31 грудня 2020).